# Digital Fuel
Digital Fuel es un proveedor de software SaaS para la Gestión Financiera de IT (Information Technology) para planificación, facturación y optimización de costo y valor.
Digital Fuel fue fundada en el año 2000. El software Flujo de servicio de Digital Fuel fue vendido originalmente a las empresas de equipos de IT y proveedores de servicios para ayudarlos a gestionar acuerdo de nivel de servicio (SLA) para los contratos de externalización.
En 2008 Digital Fuel expandió su línea de productos de IT incluyendo herramientas de gestión financiera para ayudar a las corporativas IT a gestionar el valor de negocio y el costo de IT obteniendo un mejor conocimiento de los costos de TI. Digital Fuel ha recaudado más de $ 30 millones en fondos de inversores como Apax Partners, Benchmark Capital, Israel Seed Partners, y Sigma Partners.

## Funcionamiento de gestión de IT
El funcionamiento de gestión de IT de Digital Fuel es un conjunto de aplicaciones de negocio SaaS, que automatiza los procesos básicos financieros necesarios para planificar, cobrar y optimizar el costo y valor de las IT. Su interfaz visual intuitiva, asociación automática de datos y motor de mapeo, junto con los flujos de trabajo predefinidos, modelos de costos, informes y cuadros de mando, disminuye costos de propiedad y riesgos en la gestión de IT.

## Productos y servicios
- Gestión de Costos de IT - identifica fácilmente las conexiones entre los servicios de IT y sus factores de costo subyacente mediante un enfoque gráfica intuitivo que permite el TCO (Coste total de propiedad) y el seguimiento de los costos unitarios.

- Gestión de la Demanda de IT y planificación presupuestaria - Facilita la presupuestación, planificación y previsión precisa y Objetiva.

- Optimización de costos de IT - Identificar automáticamente áreas potenciales para la reducción de costos en curso, como candidatos para virtualización y consolidación, almacenamiento por niveles, reducción de SLA, aplazamiento de mejoras, reducción de soporte, etc.[6]
- Gestión de proveedores de IT - Mecanismo de control y optimización de acuerdos de proveedores que maneja de forma proactiva los compromisos contractuales.
- SLA de IT y Gestión de KPI - Ajustar, rastrear y reportar sobre los SLA y KPI de servicios, proveedores, clientes, así como realizar análisis de raíz e impacto en el negocio.